# Dernier Maquis
Pour plus de détails, voir Fiche technique et Distribution.
Dernier Maquis (Adhen) est un film français réalisé par Rabah Ameur-Zaïmeche, sorti en 2008.

## Synopsis
Une zone industrielle de la région parisienne, des palettes rouges en grande quantité, des caristes pour les manipuler, des mécanos, un patron musulman : instants de vie dans une entreprise où la question de la religion (l'islam) est essentielle, avec construction d'une mosquée et désignation d'un imam.

## Fiche technique
- Titre : Dernier Maquis
- Titre original : Adhen
- Réalisation : Rabah Ameur-Zaïmeche
- Scénario : Rabah Ameur-Zaïmeche et Louise Thermes
- Musique : Sylvain Rifflet
- Photographie : Irina Lubtchansky
- Montage : Nicolas Bancilhon
- Pays de production :  France,  Algérie
- Format : couleur
- Genre : drame
- Durée : 93 minutes
- Date de sortie : France : 22 octobre 2008

## Distribution
- Rabah Ameur-Zaïmeche : Mao, le patron
- Christian Milia-Darmezin : Titi, le nouveau "muslim", ami des mécanos
- Sylvain Roume : Géant, le mécano qui découvre le ragondin
- Salim Ameur-Zaïmeche : Bachir, un mécano
- Abel Jafri : le mécano au flingue
- Larbi Zekkour : l'imam
- Mamadou Koita : le chef de village
- Serpentine Kebe : le muezzin

## Divers
- Le comédien, écrivain et humoriste Fellag devait au départ interpréter le patron dont le frère, joué par Rabah Ameur-Zaïmeche, aurait été à la fois le frère et le contremaître. À la suite du désistement de Fellag, le réalisateur a décidé de fusionner ces deux personnages.
- Un seul personnage féminin (une prostituée, interprétée par Nathalie Richard) figurait au générique de cet univers archi-masculin, mais il a disparu au montage final.